# Відкритий вогонь
«Відкритий вогонь» (італ. Aprire il fuoco) — фантастично-політичний та альтернативно-історичний роман італійського письменника Луки Б'янкарді, виданий 1969 року.
Автобіографічний друкований роман, в якому автор пропонує образний перегляд антиавстрійського заколоту П'яти днів Мілану, який відбувся в березні 1959 року, змішує реальність та вигадку, минуле й теперішнє, реконструюючи особистість розчарованої в суспільстві людини, головним героєм якого він є. Події роману розгортаються в уявному прибережному містечку Нескі, за яким знаходиться передмістя Рапалло Сант-Анна, яке стало місцем відступом Б'янкарді після невдалого міланського досвіду.
Опублікована Ріццолі в 1969 році, згодом книгу передруковували видавництва ExCogita та Stampa Alternativa, яка вирішила дати їй назву, яку спочатку обрав Б'янкарді, але потім відкинув видавець, «П’ять днів: ми також повинні захопити банки».

## Видання

### Італійською мовою
- Лука Б'янкарді. Aprire il fuoco. — La Scala. — Rizzoli, 1969.
- Лука Б'янкарді. Aprire il fuoco. — collana BUR. — Rizzoli, 1976.
- Лука Б'янкарді. Aprire il fuoco. — ExCogita, 2001.
- Лука Б'янкарді. Aprire il fuoco. — Stampa Alternativa, 2008.

### Іншими мовами
- Luciano Bianciardi, Abrir el fuego, Caracas, Monte Ávila, 1970; traduzione di Eugenio Guasta (іспанська).
- Luciano Bianciardi, Ekpafi, Milano, ExCogita, 2011; traduzione di Carlo Minnaja (есперанто).